# Batalla de Villalar
La batalla de Villalar fue un enfrentamiento armado librado durante la guerra de las Comunidades de Castilla que enfrentó el 23 de abril de 1521 en Villalar a las fuerzas realistas partidarias del rey Carlos I de España, capitaneadas por Íñigo Fernández de Velasco y Mendoza, condestable castellano que ejercía de gobernador del reino por la ausencia del monarca, y las comuneras de la Santa Junta conformada en Ávila en julio del año anterior.
Las consecuencias del enfrentamiento fueron profundas, ya que la derrota comunera y el ajusticiamiento de sus líderes un día después puso fin casi por completo al conflicto —excepto en Toledo, donde la resistencia se prolongó hasta febrero de 1522—.

## Precedentes
El ejército comunero se encontraba acuartelado en la localidad vallisoletana de Torrelobatón, tras haberla tomado en el mes de febrero de 1521. Juan de Padilla mantenía a sus hombres dentro del castillo a la espera de poder partir hacia Valladolid o Toro. Mientras tanto, el ejército del Condestable avanzaba hacia el sur, y el día 21 de abril se instalaba en Peñaflor de Hornija, donde se le unieron las tropas del Almirante y los señores, esperando movimientos del ejército comunero. A su mando figuraban además las fuerzas alistadas en el repartimiento efectuado por el Ayuntamiento de Burgos.
Por otra parte la Santa Junta, establecida en Valladolid, decidió enviar a Padilla los refuerzos que él solicitaba: un contingente de artillería. El regidor Luis Godinez se negó rotundamente ponerse al frente de él, por lo que el puesto terminó siendo detentado el 18 de abril por el colegial Diego López de Zúñiga. La situación de los comuneros en Torrelobatón se tornaba cada momento más crítica, por lo que el universitario decidió el día 20 ponerse en marcha con el contingente sin recibir órdenes expresas de la Comunidad.

## Desarrollo

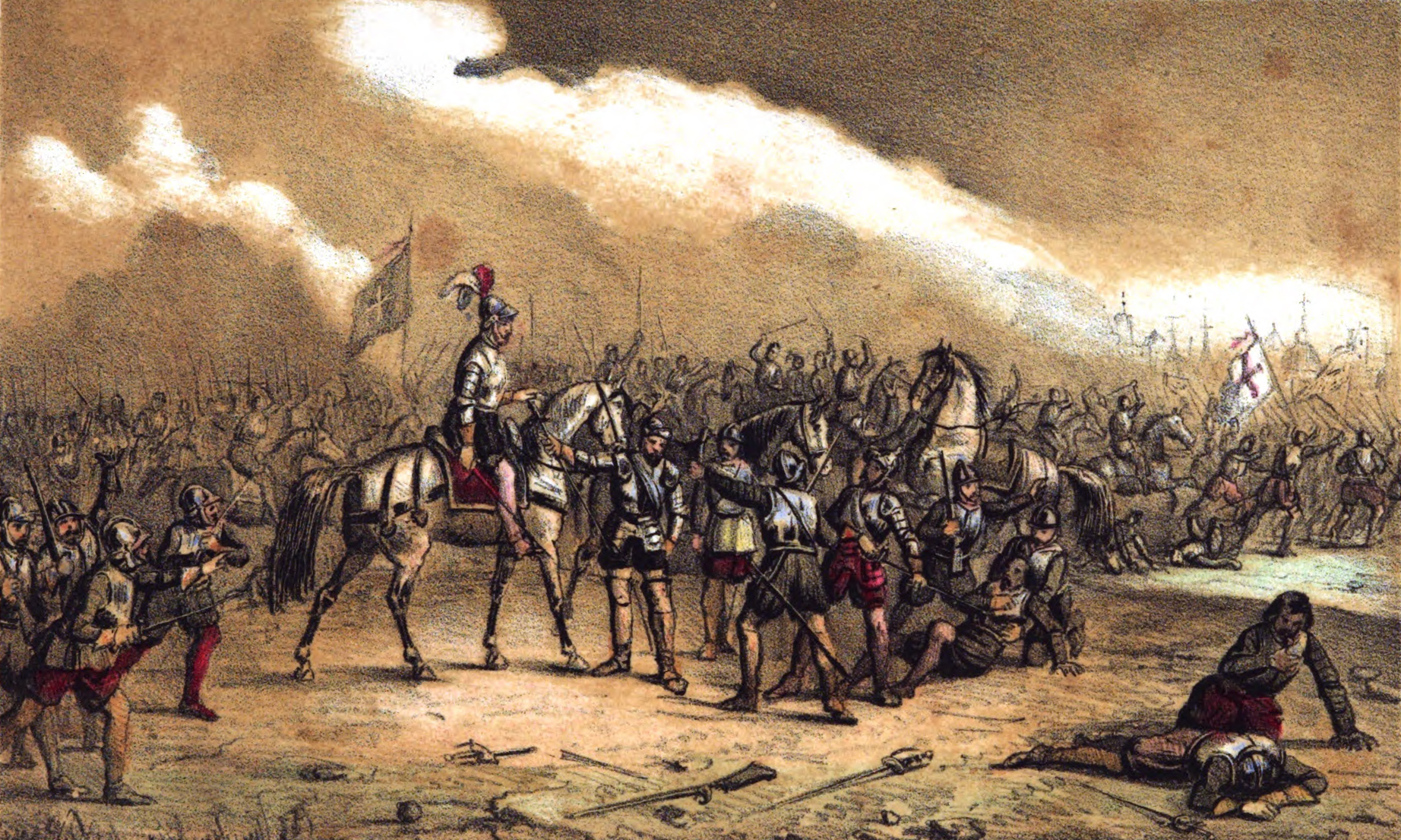
Litografía de la batalla en Los mártires de la libertad española (1853)

El 22 de abril los comuneros no hicieron más que avistar las posiciones enemigas enviando patrullas, sin decidirse aún a abandonar Torrelobatón. El ejército rebelde salió por fin el día 23 de abril de 1521 de madrugada hacia Toro, ciudad levantada en comunidad. Era un día de lluvia, el menos propicio para hacer un desplazamiento militar. Los soldados del ejército comunero habían presionado horas antes a Padilla para que realizara algún movimiento en la zona. Este decidió partir hacia Toro en busca de refuerzos y aprovisionamiento. El ejército fue recorriendo el camino hacia Toro siguiendo el curso del riachuelo Hornija, y pasaron por los pueblos de Villasexmir, San Salvador y Gallegos. Cuando llegaron a la altura de Vega de Valdetronco, la batalla ya era inevitable. La lluvia seguía cayendo con fuerza, y Padilla se vio obligado a buscar un lugar propicio donde presentar la batalla.
La primera localidad elegida fue Vega de Valdetronco, pero el ejército no atendía a las órdenes que él daba. La siguiente localidad en el camino hacia Toro, pasada Vega de Valdetronco, era Villalar, y aquel fue el lugar donde se desarrollaría la batalla, concretamente, en el Puente de Fierro.
El ejército comunero, en clara inferioridad respecto a las tropas de Carlos V, intentó que la batalla se produjera dentro del pueblo. Para ello, instalaron los cañones y demás piezas de artillería en sus calles.
Muchos de los combatientes aprovecharon la incertidumbre inicial para huir a sus localidades de origen u otras cercanas a Villalar. Pero los comuneros ni siquiera tuvieron la oportunidad de desplegar sus fuerzas, pues la caballería realista se lanzó al ataque de forma fulminante sin esperar la llegada de la infantería del Condestable. Esta se presentó cuando la contienda ya había concluido.

## Consecuencias

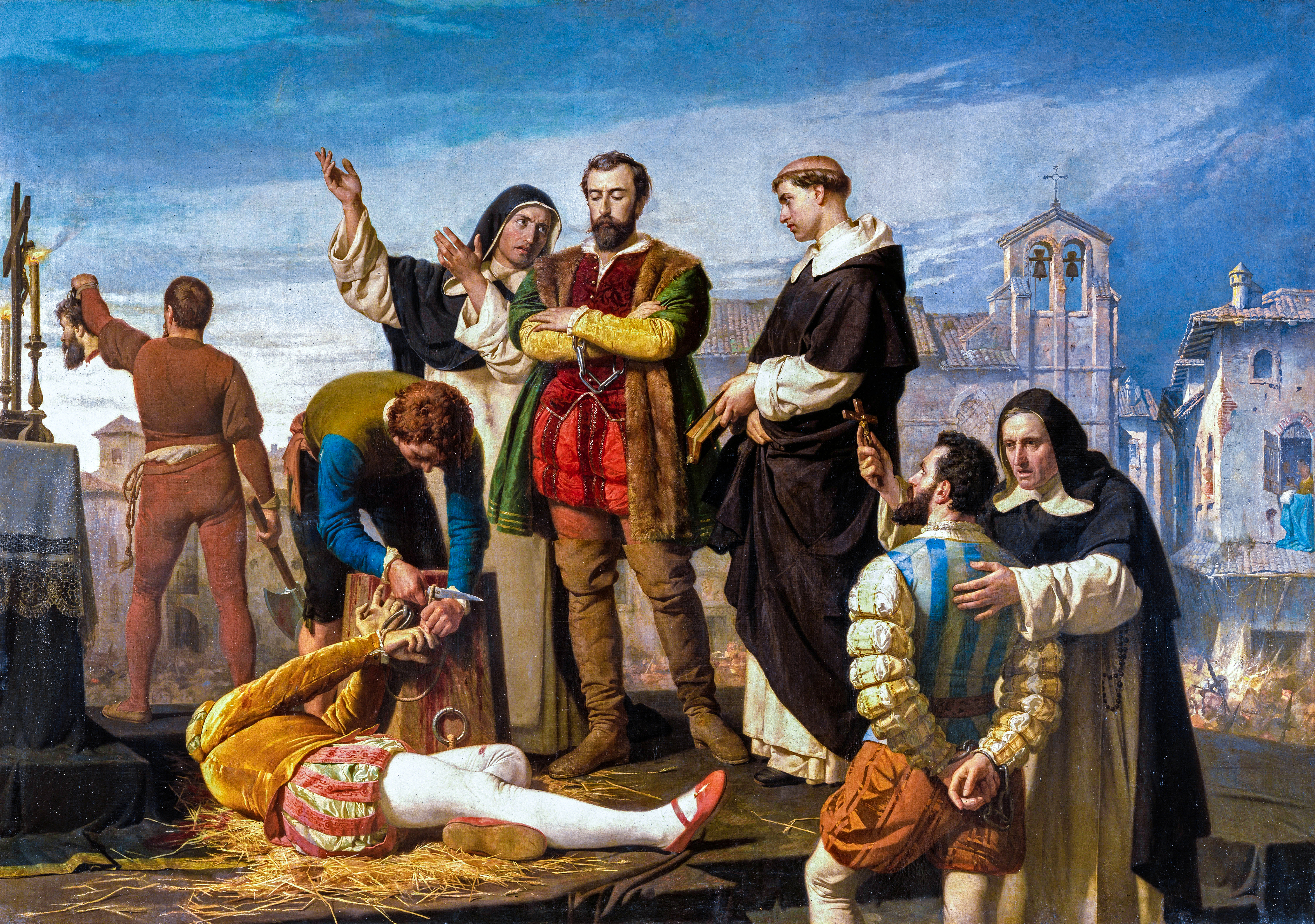
Ejecución de los comuneros de Castilla, del romántico Antonio Gisbert (1860, Palacio de las Cortes). Aplaudido por los liberales del xix, fue adquirido por el Congreso.

Los destacados líderes comuneros Padilla, Bravo y Maldonado lucharon hasta ser capturados. Al día siguiente, 24 de abril, los jueces Cornejo, Salmerón y Alcalá los encontraron culpables «en haber sido traidores de la corona real de estos reinos» y los condenaron «a pena de muerte natural y a confiscación de sus bienes y oficios». Después de confesarse con un fraile franciscano, fueron trasladados a la plaza del pueblo, en la que se encontraba la picota donde eran ejecutados los acusados, y allí fueron decapitados por un verdugo, que utilizó una espada de grandes dimensiones.
Los soldados del ejército comunero que lograron huir, lo hicieron en su mayoría a Toro perseguidos por el conde de Haro y una parte del maltrecho ejército pasó a Portugal por la frontera de Fermoselle. El resto se reunió con Acuña y María Pacheco en Toledo, reforzando la resistencia de la ciudad del Tajo varios meses más. La batalla se saldó finalmente con la muerte de 500 a 1000 soldados comuneros y la captura de otros 6000 prisioneros.